# Ashgrove
Ashgrove è una località australiana situata a circa 5 km da Brisbane, nello Stato del Queensland.
Ha una popolazione di 11 450 abitanti.